# Kościół Miłosierdzia Bożego w Dębicy
Kościół Miłosierdzia Bożego w Dębicy – kościół rzymskokatolicki wybudowany w latach 1982–1988 wg projektu architekta Antoniego Mazura. Wmurowania kamienia węgielnego z grobu św. Piotra w Rzymie, poświęconego 26 listopada 1980 r. przez Ojca św. Jana Pawła II, dokonał bp Jerzy Ablewicz 12 czerwca 1983 r. Dolny kościół poświęcił 24 grudnia 1983 r. bp Józef Gucwa. Poświęcenia i konsekracji kościoła dokonał bp Wiktor Skworc 22 czerwca 2001 r. Wyposażenie wnętrza wg projektu Antoniego Mazura: ołtarze, ambonka, chrzcielnica, tabernakulum (wykonane w pracowni Czesława Dźwigaja), ławki i konfesjonały, posadzka oraz żyrandole. Na ścianie ołtarzowej obraz Pana Jezusa Miłosiernego z 1994 r. malowała Elżbieta Tokarzewska. W kościele znajdują się organy, które posiadają 64 głosy.